# Pilipki
Pilipki – wieś w Polsce położona w województwie podlaskim, w powiecie bielskim, w gminie Bielsk Podlaski.
Wieś królewska w starostwie bielskim w ziemi bielskiej województwa podlaskiego w 1795 roku. W latach 1975–1998 miejscowość administracyjnie należała do województwa białostockiego.
Obok miejscowości przepływa niewielka rzeka Łoknica, dopływ Narwi.
Wierni kościoła rzymskokatolickiego należą do parafii Matki Bożej z Góry Karmel w Bielsku Podlaskim.